# La consacrazione della casa
Die Weihe des Hauses (La consacrazione della casa), op. 124, è una composizione di Ludwig van Beethoven scritta nel settembre 1822. Fu commissionata da Karl Friedrich Hensler, direttore del nuovo Theater in der Josefstadt di Vienna e fu rappresentata per la prima volta all'inaugurazione del teatro il 3 ottobre 1822. Fu il primo lavoro che Beethoven scrisse dopo la sua rivisitazione dello studio delle opere di J.S. Bach e Händel e ne porta l'influenza.
L'ouverture della Consacrazione della Casa fu anche il primo pezzo in programma al concerto di Beethoven del 7 maggio 1824 al Theater am Kärntnertor di Vienna, dove aveva avuto luogo la prima mondiale della sua Sinfonia n. 9.

## Storia della composizione
In precedenza, nel 1811, Beethoven aveva scritto Le rovine di Atene (Die Ruinen von Athen), op. 113, musiche di scena per l'omonima opera teatrale di August von Kotzebue, per l'inaugurazione di un nuovo teatro a Pest. Lo stesso lavoro doveva essere eseguito di nuovo nel 1822 per il nuovo teatro di Vienna. Ma Carl Meisl, il commissario della Royal Imperial Navy, modificò i testi dei numeri 1, 6, 7 e 8 dell'opera di Beethoven. Beethoven non era soddisfatto della revisione e sentiva che il nuovo testo non si adattava alla musica. Meisl introdusse anche una sezione, Wo sich die Pulse, per la quale Beethoven scrisse nuova musica (WoO 98). Beethoven scrisse un'ouverture completamente nuova per l'opera, alterò alcuni dei numeri musicali e ne aggiunse altri, incluso un ritornello finale con assolo di violino e balletto. Questa nuova ouverture è nota come The Consacration of the House Overture. (I pezzi extra accessori costituiscono l'intera opera.)

## Struttura dell'ouverture
Un aneddoto di Anton Schindler descrive Beethoven intento a concepire due temi per l'ouverture durante una passeggiata, e racconta l'intenzione del compositore di trattare uno di questi in modo contrappuntistico come Hândel. Beethoven scelse una struttura monotematica, in cui avviene una modulazione, ma in cui la nuova chiave presenta lo stesso tema. Ciò suggerisce l'influenza di Haydn.
L'ouverture si apre con brevi accordi isolati che preannunciano l'inizio di una lenta introduzione alla maniera di Händel. Segue una marcia lenta, di carattere processionale, come se si sentisse in lontananza. Gli ottoni e i fiati riprendono il tema e vengono uniti dagli archi per una ripetizione della marcia. Con l'avvicinarsi della processione immaginaria, la marcia si intensifica, chiudendosi con fanfare di tromba e tamburi che annunciano l'arrivo. Una fanfara di tromba, con incursioni nel fagotto e più tardi i violini, che sembrano descrivere la fretta e l'eccitazione della folla, introduce una veloce sezione tutti che sembra segnalare il corpo principale dell'ouverture, ma che invece lascia il posto a una forma sonata allegro. Le trombe e i tamburi riprendono, portando a un intermezzo che si collega infine al corpo dell'ouverture: un Allegro fugale (a cui fa riferimento Schindler) al centro dell'opera, in contrappunto sia singolo che doppio. Diversi gruppi di strumenti entrano a turno, producendo una trama fugale. Il tema appare nei primi violini, flauto e oboe e un controtema nei secondi violini e clarinetti. Questa sezione cresce rapidamente e, dopo la ricapitolazione, una potente coda porta l'ouverture a una brillante conclusione.

## Movimenti
L'ouverture sopra descritta, l'op. 124, è il primo pezzo dell'elenco sottostante. Gli altri movimenti sono sezioni che Beethoven ha scritto, o adattato da altre sue opere, e che rientrano nel nome generico di quest'opera.
Musik zu Carl Meisls Gelegenheitsfestspiel (Musica per l'occasionale rappresentazione del festival di Carl Meisl), Hess 118  [51.19]
(tempi presi da una registrazione e forniti come guida alle lunghezze relative delle sezioni)
- La Consacrazione della Casa, Ouverture, op.124 (10.52)
- N.1 Coro Invisibile. Segui la potente chiamata d'onore! (4.05)
- N. 2 duetto. Tollerare la servitù senza colpa (3.58)
- N. 3 Coro dei Dervisci (2.37)
- N. 4 Marcia alla turca (1.39)
- N. 5 Coro con soprano solo, WoO 98. Dove le pulsioni giovanili si rincorrono. Balliamo (6.03)
- N. 6 Marcia con coro, op. 114. Adorna gli altari! (6,39)
- N. 7 Musica dietro le quinte (Melodramma). Il popolo si sta già vestendo a festa (recita) (1,45)
- Recitativo: Con viva gioia che non si raffredda mai (1,45)
- Coro: Portiamo cuori ricettivi nel nostro petto - Aria con ritornello: Il nostro genio vuole un desiderio in più (7.58)
- N. 9 Coro: Ave nostro Imperatore! (3,57)